# Talec
Tálec je oseba, ki je zadržana proti svoji volji; ugrabitelj po navadi to stori z namenom terjanja odkupnine ali za dosego političnih ciljev, in grozi, da ga bo v primeru neupoštevanja njegovih zahtev ubil ali poškodoval.
V preteklosti so sprte strani ob doseženem sporazumu izmenjale talce kot jamstvo za spoštovanje dogovorjenega; navadno je šlo za sinove vladarjev, ki so jih potem njihovi gostitelji, če je bilo sodelovanje med državama še naprej zgledno, spoštljivo vzgajali. Zgodovinsko znana talca te vrste sta bila Atila in Teodorik.